# Santiago Giraldo
Santiago Giraldo (* 27. listopadu 1987 Pereira, Kolumbie) je bývalý kolumbijský profesionální tenista. Ve své kariéře nevyhrál na okruhu ATP World Tour žádný turnaj. Nejvýše byl ve dvouhře umístěn 29. září 2014  na 28. místě a ve čtyřhře 8. června 2015 na 77. místě žebříčku ATP.

## Finálové účasti na turnajích ATP World Tour (0)
Žádného finále na ATP se neúčastnil.

## Tituly na turnajích ATP Challenger Tour (7)

### Dvouhra (6)
| Č. | Datum              | Turnaj          | Povrch | Soupeř ve finále  | Výsledek         |
| 1. | 23. červenec, 2006 | Bogotá          | antuka | Bruno Echagaray   | 6-3, 1-6, 6-2    |
| 2. | 18. březen, 2007   | Bogotá          | antuka | Flávio Saretta    | 7-6(4), 6-2      |
| 3. | 14. říjen, 2007    | Quito           | antuka | Giovanni Lapentti | 7-6(4), 6-4      |
| 4. | 17. leden, 2009    | Salinas         | tvrdý  | Michael Russell   | 6-3, 6-2         |
| 5. | 11. duben, 2009    | San Luis Potosí | antuka | Paolo Lorenzi     | 6-2, 6-7(3), 6-2 |
| 6. | 11. říjen, 2009    | Sacramento      | tvrdý  | Jesse Levine      | 7-6(4), 6-1      |

### Čtyřhra (1)
| Č. | Datum             | Turnaj    | Povrch | Partner          | Soupeři ve finále            | Výsledek |
| 1. | 8. listopad, 2008 | Guayaquil | antuka | Sebastián Decoud | Thiago Alves Ricardo Hocevar | 6-4, 6-4 |

## Davisův pohár
Santiago Giraldo se zúčastnil 9 zápasů v Davisově poháru  za tým Kolumbie s bilancí 7-5 ve dvouhře.

## Postavení na žebříčku ATP na konci sezóny

### Dvouhra
| Rok    | 2003  | 2004   | 2005   | 2006   | 2007   | 2008   | 2009   |
| Pořadí | 1405. | ▲ 764. | ▲ 322. | ▲ 176. | ▲ 139. | ▼ 163. | ▲ 107. |

### Čtyřhra
| Rok    | 2003  | 2004   | 2005   | 2006   | 2007   | 2008   | 2009   |
| Pořadí | 1564. | ▲ 938. | ▲ 679. | ▲ 602. | ▲ 523. | ▲ 214. | ▼ 430. |